# 岐阜市立市橋小学校
岐阜市立市橋小学校（ぎふしりつ いちはししょうがっこう）は、岐阜県岐阜市市橋6丁目にある公立小学校。

## 沿革
- 1873年（明治6年）4月[注釈 1] -
  - 西庄村に止敬学校が開校。立政寺を仮校舎とする。西庄村、今嶺村、爪村の児童が通学。
  - 藪田村に湛澳学校が開校。願了寺[注釈 2]を仮校舎とする。藪田村、下奈良村の児童が通学。
- 1878年（明治9年） - 止敬学校が迎曦学校に改称する。
- 1886年（明治19年） - 湛澳学校が藪田簡易科小学校、迎曦学校が迎曦簡易科小学校に改称する。後に両校は尋常小学校となる。
- 1897年（明治30年） - 
  - 今嶺村、爪村、西庄村、藪田村、下奈良村が合併し、市橋村が発足。
  - 藪田尋常小学校と迎曦尋常小学校が合併し、市橋尋常小学校となる。
- 1900年（明治33年） - 市橋村大字爪に新築移転。
- 1918年（大正7年） - 市橋尋常高等小学校に改称する。
- 1935年（昭和10年） - 現在地に新築移転。
- 1941年（昭和16年）4月1日 - 市橋国民学校に改称する。
- 1947年（昭和22年）4月1日 - 市橋村立市橋小学校に改称する。
- 1950年（昭和25年）8月20日 - 市橋村が岐阜市に編入される。同時に岐阜市立市橋小学校に改称する。
- 1952年（昭和27年） - 校舎（木造2階建）が完成。
- 1970年（昭和45年） - 新校舎（鉄筋コンクリート造）が完成。
- 1972年（昭和47年） - 校舎を増築。
- 1973年（昭和48年） - 体育館が完成。
- 1976年（昭和51年） - 校舎を増築。
- 2006年（平成18年） - 校舎を増築。
- 2012年（平成24年）4月 - コミュニティ・スクールの開始[1]

## 通学区域
- 今嶺、西荘、爪、薮田、市橋1-6丁目、今嶺1-4丁目（一部）、江添1-3丁目、下奈良1-3・5丁目、下奈良4丁目（一部）、須賀1-4丁目、西荘1-3丁目（一部）、西荘4丁目、薮田南1-5丁目、薮田中1・2丁目、薮田東1・2丁目、薮田西1・2丁目[2]

## 進学先中学校
- 岐阜市立精華中学校

## 交通アクセス
- 東海道本線西岐阜駅下車、徒歩約12分。
- 岐阜バス

鏡島市橋線（JR岐阜駅バスターミナルから市橋（W15）※県美術館経由）「市橋小学校前」より徒歩約1分。

## 校区内の主な施設
岐阜県警察本部
　岐阜県庁
```
 
岐阜アリーナ

 
OKBふれあい会館

 
西岐阜駅
```